# Корчев (гмина)
Корчев (пол. Korczew) — сельская гмина (волость) в Польше, входит как административная единица в Седлецкий повет, Мазовецкое воеводство. Население — 3043 человека (на 2004 год).

## Демография
| Перепись                       | Всего   | Всего | Женщины | Женщины | Мужчины | Мужчины |
| ------------------------------ | ------- | ----- | ------- | ------- | ------- | ------- |
| Единицы                        | человек | %     | человек | %       | человек | %       |
| Население                      | 3043    | 100   | 1516    | 49,8    | 1527    | 50,2    |
| Плотность населения (чел./км²) | 28,9    | 28,9  | 14,4    | 14,4    | 14,5    | 14,5    |

## Сельские округа
1. Бужыска
2. Чапле-Гурне
3. Дражнев
4. Гуры
5. Кныхувек
6. Корчев
7. Лясковице
8. Могельница
9. Новы-Барткув
10. Руда
11. Старчевице
12. Стары-Барткув
13. Щегляцин
14. Токары
15. Залесь
16. Юзефин

## Соседние гмины
1. Гмина Дрохичин
2. Гмина Папротня
3. Гмина Плятерув
4. Гмина Пшесмыки
5. Гмина Репки